# Pterolophia vittaticollis
Pterolophia vittaticollis là một loài bọ cánh cứng trong họ Cerambycidae.